# Saint-Georges-de-Baroille
Saint-Georges-de-Baroille is een gemeente in het Franse departement Loire (regio Auvergne-Rhône-Alpes) en telt 281 inwoners (1999). De plaats maakt deel uit van het arrondissement Roanne.

## Geografie
De oppervlakte van Saint-Georges-de-Baroille bedraagt 14,8 km², de bevolkingsdichtheid is 19,0 inwoners per km².
De onderstaande kaart toont de ligging van Saint-Georges-de-Baroille met de belangrijkste infrastructuur en aangrenzende gemeenten.

## Demografie
Onderstaande figuur toont het verloop van het inwonertal (bron: INSEE-tellingen).